# Luis Núñez
Luis Núñez, född 20 januari 1980, är en chilensk fotbollsspelare från den chilenska fotbollsklubben Deportes Concepción. Han slog igenom som fotbollsspelare i Unión San Felipe (2004-2005) och därigenom blev han också en viktig spelare för Universidad Católica när han sedan återvände till klubben. Totalt gjorde Núñez 15 mål på 45 matcher för den chilenska klubben och detta väckte slutligen intresse från den peruanska klubben Universitario.